# Pista Fiames
De Pista Fiames is een voormalige ijsbaan in de Italiaanse stad Cortina d'Ampezzo. De ijsbaan is geopend in 1926. De laatste wedstrijd vond plaats op 29 januari 1989. Tijdens de Olympische Spelen van 1956 werden de schaatswedstrijden niet gehouden op deze ijsbaan, maar op het meer van Misurina, ongeveer 15 km ten noordoosten van het stadion.

## Grote kampioenschappen
Internationale kampioenschappen
- 1974 - WK junioren

## Wereldrecords
| Nr. | Discipline     | Naam        | Land      | Tijd   | Datum           |
| --- | -------------- | ----------- | --------- | ------ | --------------- |
| 1.  | 3000 meter (m) | Dag Fornæss | Noorwegen | 4.17,4 | 28 januari 1969 |
| 2.  | 3000 meter (m) | Jan Bols    | Nederland | 4.16,4 | 27 januari 1970 |